# Açelya Devrim Yılhan
Açelya Devrim Yılhan (* 2. September 1985 in Ankara) ist eine türkische Schauspielerin.

## Biografie
Açelya Devrim Yılhan wurde ak 2. September 1985 in Ankara geboren. Sie besuchte das Yıldırım Beyazıt Anadolu Lisesi. Danach studierte sie an der Atılım Üniversitesi. Anschließend setzte sie ihr Studium an der Bilkent-Universität fort.
Ihr Debüt gab sie 2009 in der Fernsehserie Unutma Beni. 2011 bekam Yılhan in dem Film Beni Unutma die Hauptrolle. Von 2012 bis 2013 war sie in Leyla ile Mecnun zu sehen. Zwischen 2013 und 2014 trat sie in İnadına Yaşamak auf. Ihre nächste Hauptrolle bekam Yılhan in dem Film Ve Panayır Köyden Gider. Unter anderem wurde sie 2022 für die Serie Hayatımın Şansı gecastet.

## Filmografie
Filme
- 2011: Beni Unutma
- 2015: Ve Panayır Köyden Gider
- 2017: Yeni Başlayanlar İçin Hayatta Kalma Sanatı

Serien
- 2009–2012: Unutma Beni
- 2010–2012: Deniz Yıldızı
- 2012–2013: Leyla ile Mecnun
- 2013–2014: İnadına Yaşamak
- 2016: Adam ve Çocuk
- 2016: Kaçın Kurası
- 2017: Şevkat Yerimdar
- 2018: Kalbimin Sultanı
- 2020–2022: Masumlar Apartmanı
- 2022–2023: Hayatımın Şansı